# 5989 Сорін
5989 Сорін (5989 Sorin) — астероїд головного поясу, відкритий 26 серпня 1976 року.
Тіссеранів параметр щодо Юпітера — 3,674.